# 케이블 페리

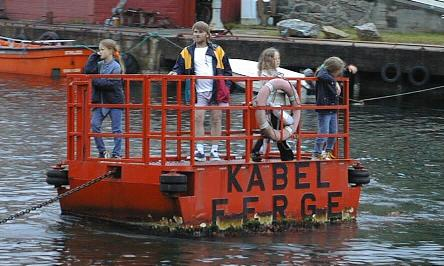
노르웨이의 동전 주입식 케이블 페리

케이블 페리(영어: cable ferry)는 양쪽 강둑에 연결된 케이블로 강이나 큰 수역을 가로지르는 페리다. 초기 케이블 페리는 로프나 강철 체인을 사용했으며, 나중에는 체인 페리라는 대체 이름을 낳았다. 이 둘은 모두 19세기 후반에 와이어 케이블로 대체되었다.